# Кёниг, Генрих Генрихович
Ге́нрих Ге́нрихович Кёниг (нем. Heinrich König; 1894, Берлин — 7.3.1938, Алма-Ата) — российский коммунист, один из основателей Автономной области немцев Поволжья.

## Биография
С 1917 года член Союза немцев-социалистов Поволжья (СНС), председатель Саратовской ячейки. С того же года член РСДРП(б). Играл одну важнейших ролей в создании немецкой автономии в Поволожье. В 1918—1919 годах вместе с Адамом Эмихом выступал против немедленной ликвидации СНС и создании на его месте немецкой организации РКП(б). В 1919—1920 годах выступал против продразверстки в АО.
С 1921 по 1928 год — секретарь, затем ответственный секретарь областного комитета РКП(б) и ВКП(б) АО, а затем АССР немцев Поволжья.
На конец 1930-х — заместитель председателя Государственного планового комитета при СНК Казахской ССР.
Арестован 16 июля 1937 года. Обвинен по статьям 58-7, 58-8, 58-11 УК РСФСР. Приговорен Военной коллегией Верховного суда СССР 7 марта 1938 года к ВМН, расстрелян в день приговора. Реабилитирован посмертно определением ВК ВС СССР от 20 июля 1957 года.